# Хосе Марія Белаусте
Хосе Марія Белаусте (ісп. José María Belausteguigoitia Landaluce, 3 вересня 1889, Більбао — 4 вересня 1964, Мехіко) — іспанський футболіст, що грав на позиції захисника.
Виступав, зокрема, за клуб «Атлетік Більбао», а також національну збірну Іспанії.
Семиразовий володар Кубка Іспанії з футболу. 

## Клубна кар'єра
Народився 3 вересня 1889 року в місті Більбао. Вихованець футбольної школи клубу «Атлетік Більбао». Дорослу футбольну кар'єру розпочав в 1906 році в основній команді того ж клубу, кольори якої і захищав протягом усієї своєї кар'єри гравця, що тривала цілих дев'ятнадцять років. За цей час шість разів виборював титул володаря Кубка Іспанії з футболу.
Помер 4 вересня 1964 року на 76-му році життя у місті Мехіко.

## Виступи за збірну
1920 року дебютував в офіційних матчах у складі національної збірної Іспанії. Протягом кар'єри у національній команді, яка тривала 1 рік, провів у формі головної команди країни 3 матчі, забивши 1 гол.

## Титули і досягнення
- Володар Кубка Іспанії з футболу (7):

«Атлетік Більбао»:  1910, 1911, 1914, 1915,  1916, 1921, 1923
- Срібний олімпійський призер: 1920